# Championnat d'Irlande du Nord de football 1987-1988
Navigation
Édition précédente Édition suivante
Le 86e Championnat d'Irlande du Nord de football se déroule en 1987-1988. Glentoran FC met fin à 6 saison de domination totale de Linfield FC et remporte son dix-huitième titre de champion d’Irlande du Nord avec deux points d’avance sur le deuxième Linfield FC. Coleraine FC, complète le podium.  
Gelntoran réalise le double Coupe /Championnat en battant Glenavon FC 1 but à 0 en finale de la Coupe d'Irlande du Nord de football.
Aucun système de promotion/relégation n’est mis en place.
Avec 18 buts marqués chacun,   Martin McGaughey  de Linfield FC remporte pour la troisième fois le titre de meilleur buteur de la compétition.

## Les 14 clubs participants
| Club             | Stade                 | Capacité | Ville         |
| ---------------- | --------------------- | -------- | ------------- |
| Ards FC          | Castlereagh Park      | 8 000    | Newtownards   |
| Ballymena United | The Showgrounds       | 7 500    | Ballymena     |
| Bangor FC        | Clandeboye Park       | 4 000    | Bangor        |
| Carrick Rangers  | Taylor's Avenue       | 6 000    | Carrickfergus |
| Cliftonville FC  | Solitude              | 7 200    | Belfast       |
| Coleraine FC     | The Showgrounds       | 6 600    | Coleraine     |
| Crusaders FC     | Seaview               | 9 100    | Belfast       |
| Distillery FC    | New Grosvenor Stadium | 8 000    | Lisburn       |
| Glenavon FC      | Mourneview Park       | 7 300    | Lurgan        |
| Glentoran FC     | The Oval              | 14 100   | Belfast       |
| Larne FC         | Inver Park            | 6 000    | Drumahoe      |
| Linfield FC      | Windsor Park          | 20 500   | Belfast       |
| Newry Town       | The Showgrounds       | 6 500    | Newry         |
| Portadown FC     | Shamrock Park         | 5 800    | Portadown     |

## Compétition

### Classement
Le classement est établi sur le barème de points classique (victoire à 3 points, match nul à 1, défaite à 0).
| Rang | Équipe           | Pts | J  | G  | N | P  | Bp | Bc | Diff |
| ---- | ---------------- | --- | -- | -- | - | -- | -- | -- | ---- |
| 1    | Glentoran FC C   | 62  | 26 | 19 | 5 | 2  | 48 | 15 | +33  |
| 2    | Linfield FC T    | 60  | 26 | 19 | 3 | 4  | 51 | 15 | +36  |
| 3    | Coleraine FC     | 52  | 26 | 16 | 4 | 6  | 53 | 28 | +25  |
| 4    | Newry Town       | 50  | 26 | 15 | 5 | 6  | 34 | 22 | +12  |
| 5    | Larne FC         | 40  | 26 | 12 | 4 | 10 | 35 | 35 | 0    |
| 6    | Glenavon FC      | 38  | 26 | 11 | 5 | 10 | 28 | 27 | +1   |
| 7    | Ballymena United | 36  | 26 | 9  | 9 | 8  | 34 | 34 | 0    |
| 8    | Portadown FC     | 35  | 26 | 10 | 5 | 11 | 31 | 27 | +4   |
| 9    | Crusaders FC     | 30  | 26 | 8  | 6 | 12 | 29 | 35 | -6   |
| 10   | Cliftonville FC  | 26  | 26 | 6  | 8 | 12 | 18 | 38 | -20  |
| 11   | Ards FC          | 25  | 26 | 6  | 7 | 13 | 29 | 38 | -9   |
| 12   | Bangor FC        | 25  | 26 | 7  | 4 | 15 | 24 | 47 | -23  |
| 13   | Carrick Rangers  | 20  | 26 | 5  | 5 | 16 | 25 | 44 | -19  |
| 14   | Distillery FC    | 11  | 26 | 3  | 2 | 21 | 19 | 53 | -34  |

| Légende : Qualifications et relégations | Légende : Qualifications et relégations                                      |
| --------------------------------------- | ---------------------------------------------------------------------------- |
|                                         | Coupe d'Europe des Clubs champions 1988-1989                                 |
|                                         | Coupe d'Europe des vainqueurs de coupe 1988-1989                             |
|                                         | Coupe UEFA 1988-1989                                                         |
|                                         | Relégation en deuxième division                                              |
|                                         | T : Tenant du titre C : Vainqueurs de la Coupe d'Irlande du Nord de football |

## Bilan de la saison
| Tableau d'Honneur                         |              |
| Compétition                               | Vainqueur    |
| Championnat d'Irlande du Nord de football | Glentoran FC |
| Coupe d'Irlande du Nord de football       | Glentoran FC |

| Promotions et relégations |       |
| Relégués                  | Aucun |
| Promus                    | Aucun |

## Statistiques

### Meilleur buteur
1. Martin McGaughey, Linfield FC, 18 buts